# Honda Super Cub

Honda Super Cub — скутеретта производства японской компании Honda с двигателем 50-125см3 . Выпускается с непринципиальными изменениями с 1958 года; возникновение понятия «скутеретта» связано именно с ней. Является самым массовым из когда-либо выпущенных моторных средств передвижения — общий тираж только оригинальной Honda, не считая китайских копий, достиг 100 млн экземпляров в октябре 2017 года, и производство продолжается. Двигатель «Super Cub», включая разнообразные клоны, — один из самых распространённых на дешёвой мототехнике классов 50-150см3 производителей всего мира.

## История

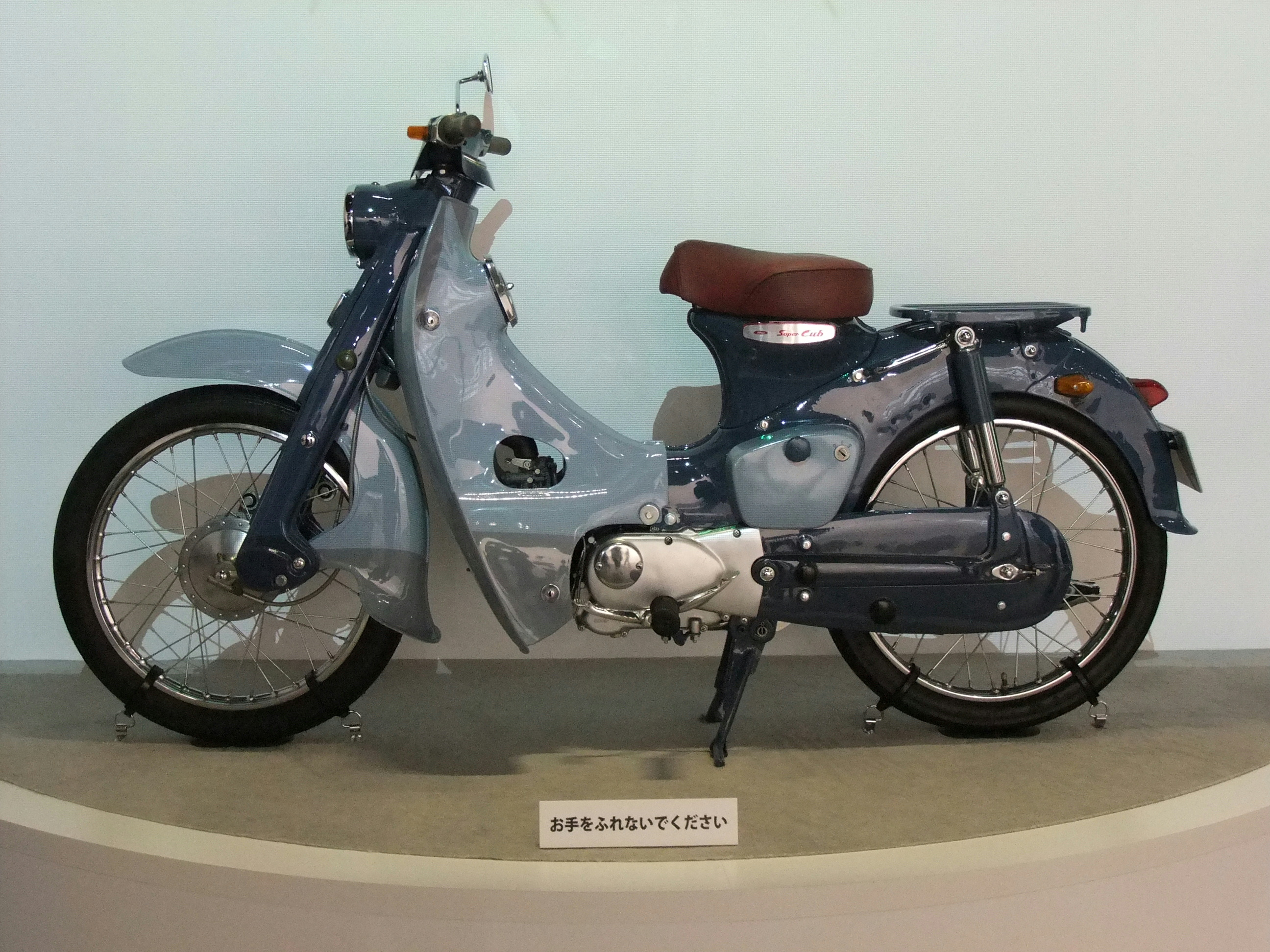
Honda Super Cub первого выпуска (1958 год). Глубокие крылья, округлые линии, седло напоминает велосипедное.

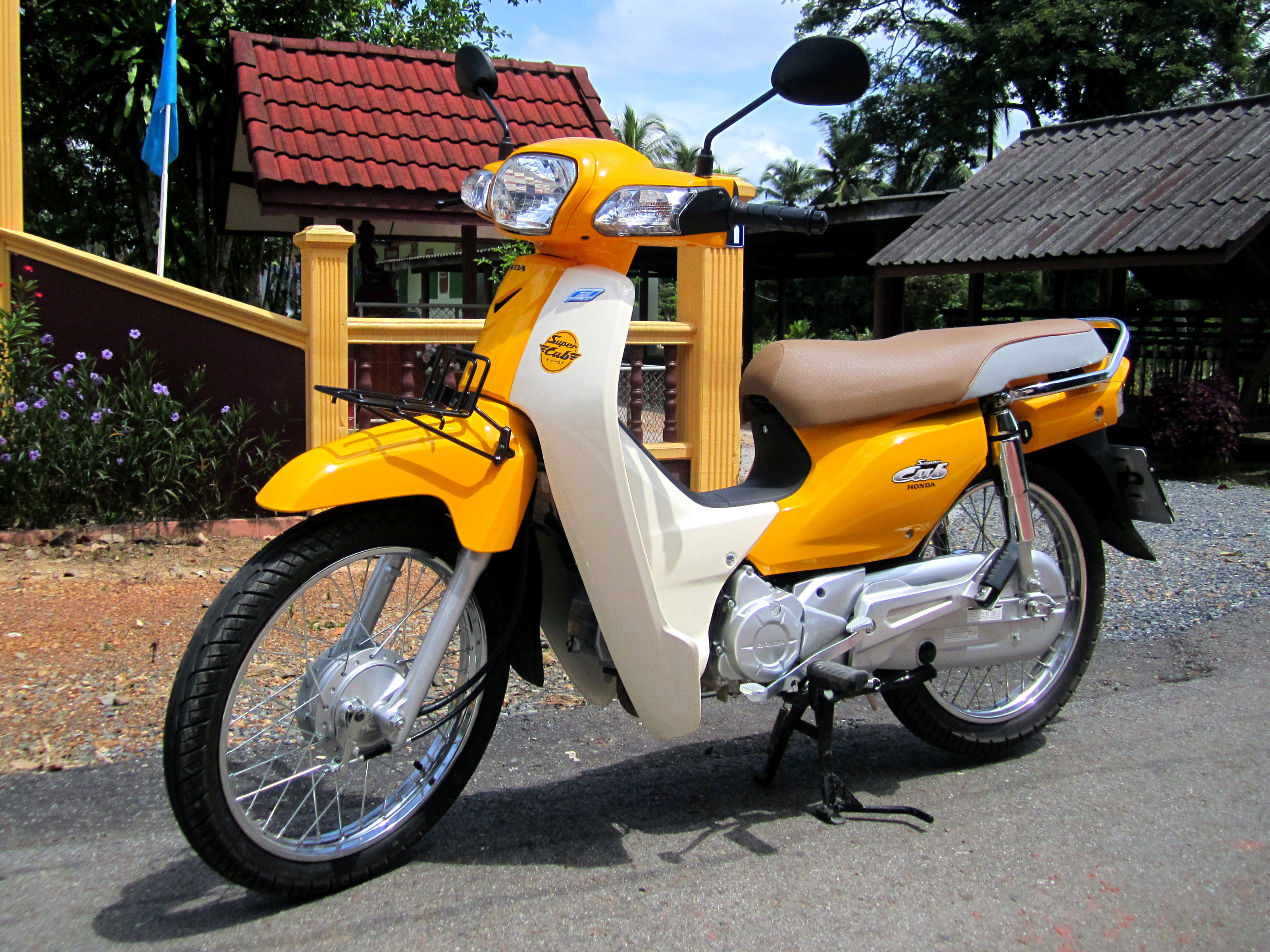
Honda Super Cub 2014 года. Здоровый консерватизм: самое заметное техническое нововведение по сравнению с оригиналом 1958 г. — телескопическая передняя вилка. Электростартер, четвёртая передача и бесконтактное зажигание — намного более ранние модификации.

«Honda Motor Co.», фирма, стартовавшая в 1948 году с производства велосипедных моторчиков из остатков военных комплектующих, и разместившаяся первоначально в деревянном сарае, к середине 50-х уже выпускала полноценные, хотя и не революционные мотоциклы и начинала присматриваться к обширным и непростым моторынкам Соединённых Штатов и Европы. Будущее расширение производства доступной мототехники, согласно корпоративной легенде, основывалось на двух идеях. Во-первых, в ряду последовательных предпочтений небогатого послевоенного покупателя в Европе и Японии «мотовелосипед-мотороллер-мотоколяска-микролитражка» мотоциклу не находилось места, и надо было придумать способ его занять. Во-вторых, по словам тогдашнего главного менеджера компании Такео Фудзисава, обращённым к инженерам, «если вы сконструируете маленький мотоцикл, скажем, 50-кубовый, с крышкой, закрывающей мотор со всеми проводами и шлангами, — я смогу его продать; если мотоцикл будет настолько прост в управлении, что его можно вести одной рукой, держа в другой лоток с лапшой — то каждый разносчик лапши в этой стране, сколько бы их ни было, купит себе такую машину».
Основатель, руководитель и ведущий инженер фирмы — Соитиро Хонда — внял словам финансиста и, посетив предварительно салоны европейских конкурентов, взялся за проектирование будущего «Супер Каба». До этого среди моделей «Хонды» уже был «Cub» — без приставки «супер», — представлявший собой обычный мотовелосипед с двигателем, подвешенным сбоку заднего колеса. Название в переводе с английского означает «щенок», «детёныш» — его решили оставить и для новой модели самого младшего класса в гамме. Но по сравнению с мотовелосипедом это был уже «супермалыш»: нормальная мотоциклетная компоновка, двигатель с кикстартёром, трёхскоростной коробкой и автоматическим сцеплением, развитая облицовка, пружинная подвеска и мягкое седло, полноценные приборы и свет. Когда готовый макет был представлен Фуджисаве, тот заявил, что сможет продавать по 30 тысяч таких аппаратов в месяц — в полтора раза больше, чем весь тогдашний мотоциклетный рынок Японии.
Специально под новую модель был построен завод в Судзуке с расчётом на выпуск 30 тыс. «Кабов» в месяц, а после расширения — до 50, по образцу производственной линии «Фольксвагена-Жука» в Германии. Завод обошёлся фирме в 10 миллиардов йен, и эксперты того времени считали такое вложение «крайне рискованным», а целевой американский рынок — «насыщенным». Однако к 60-му году предприятие успешно вышло на проектную мощность, сделавшись крупнейшим мотозаводом в мире. В массовом производстве стоимость «Каба» снизилась на 18 %. В то же время развитие дилерской сети несколько запоздало, и фирма столкнулась с временным «затовариванием».
За полвека «Каб» пережил несколько рестайлов — внешний вид дешёвой массовой машинки сильно сказывается на её продажах, даже если механическая часть совершенна. Были введены 4-ступенчатая коробка, электростартёр, бесконтактное зажигание и другие удобства. Появились 90- и 110-кубовая версии, а также 125-кубовая 2019 модельного года. Производство оригинальной «Хонды» неоднократно расширялось зарубежными филиалами — в основном в Юго-восточной Азии, а также и в Латинской Америке, Африке (Нигерия) и даже Европе (Бельгия, 1963 г.) Удачный двигатель был использован на нескольких лёгких моделях Honda — популярном мини-байке Monkey, лёгком мотоцикле Honda 70 и других. На данный момент (2019 г.) Super Cub по-прежнему актуален. Оригинал неплохо продаётся за счёт традиционного японского качества, контролируемого фирмой независимо от места производства. На азиатских и постсоветском рынке «родную» Хонду потеснили ещё более дешёвые азиатские клоны, которые, однако, отличаются весьма нестабильным качеством металла рамы, сварки, облицовки и приводных цепей. Клонированный двигатель остаётся «неубиваемым» при соблюдении элементарных норм эксплуатации и обслуживания. На скутереттах-клонах стали обычными литые колёса, телескопические вилки и дисковые передние тормоза.

## Рекламная кампания 60-х годов в США
Для улучшения продаж Cub’а в Америке фирма предприняла обширную рекламную кампанию, слоганом которой стала фраза «You meet the nicest people on a Honda» («На "Хонде" ездят замечательные люди»), лицами — благообразные подростки, домохозяйки и пенсионеры, а одной из основных идей — противопоставление лёгкого и яркого образа «Каба» пугающему имиджу агрессивного байкера на мощной рычащей «скелетированной» машине. Набирающие силу американские мотобанды вызывали у обывателя негативное восприятие мотоцикла вообще, и Honda старательно отмежёвывалась от «однопроцентного» сообщества. Появилась популярная песенка «Little Honda», попавшая в Top-10 и перепетая впоследствии «Beach Boys», со словами «это — не мотоцикл, это клёвый байк с мотором» и рефреном «It’s all right» — «Всё в порядке». Единственный крупный производитель мотоциклов в США — Harley-Davidson — несколько болезненно отреагировал на массированную рекламу «Хонды» и выставил встречную кампанию в очень похожем стиле, сопровождающую выход конкурирующей 50-кубовой модели «Харлея». В целом образ не очень серьёзного транспорта «замечательных людей» до сих пор ассоциируется в Америке с брендом Honda, по крайней мере — в части лёгкой мототехники.

## Модификации
| Годы | Модель           | Двигатель                           | Коробка передач                           | Особенности                 | Страна производства | Рынок продаж |
| ---- | ---------------- | ----------------------------------- | ----------------------------------------- | --------------------------- | ------------------- | ------------ |
| 1958 | C100             | 49 см³, 4,5 л. с. при 9500 об./мин. | 3-ступенчатая с автоматическим сцеплением |                             | Япония              | Япония       |
| 1962 | CA100            |                                     |                                           |                             |                     | США          |
| 1964 | CM90             | 87 см³, нижнее расположение вала    |                                           |                             |                     |              |
| 1964 | C65              | 63 см³, верхнее расположение вала   |                                           |                             |                     |              |
| 1964 | C50              |                                     |                                           |                             |                     |              |
| 1967 | C90              |                                     |                                           |                             |                     |              |
|      | Honda Little Cub |                                     |                                           | Диаметр колёс 14"           |                     |              |
|      | Honda Press Сub  |                                     |                                           | Увеличенный задний багажник |                     |              |

## Двигатель Super Cub и его клоны
Двигатель Super Cub широко известен в России благодаря китайским копиям под названием «139FMB» (не путать с «QMB» — качающимся вариаторным агрегатом от классического скутера, клоном Honda GY6, тоже очень распространённым); вторая и третья цифры — округлённый диаметр штатного цилиндра в миллиметрах.
Особенности:
- 4-тактный с верхним распредвалом
- 4,5 л. с. в оригинальной версии
- объём от 50 до 125 см³ в оригинале и более 150 см³ в сторонних вариациях
- охлаждение встречным потоком воздуха
- горизонтальный чугунный цилиндр
- смазка распределительного механизма под давлением
- двухвальная 4-скоростная коробка с электронной индикацией включенной передачи
- мокрое многодисковое сцепление на коленвалу, автоматическое или ручное, в клонах встречается и сухое на валу коробки
- зубчатая моторная и цепная задняя передача
- цепная передача от электростартёра
- маховичный генератор на постоянных магнитах, статор на съёмной наружной крышке картера
- бесконтактное зажигание c 1982 г.
- инжектор с 2008 г.

В настоящее время (2019 г.) выпускается в огромном количестве очень многими сторонними производителями, в основном Юго-восточной Азии, и устанавливается на самую различную недорогую мототехнику от мопедов и лёгких мотоциклов до квадроциклов и снегоходов.
Оригинальная скутеретта, как и её прямые азиатские потомки, в России не очень популярна из-за несколько архаичного дизайна (хотя она проста в управлении для аппарата с МКПП, экономична и комфортабельна). Но в отличие от скутеретты «целиком», очень удачный, надёжный и ремонтопригодный двигатель «Каба» можно встретить буквально в любой российской деревне: на китайских мопедах типа Alfa и Delta, дешёвых мотоциклах малых классов, снегоходах и квадроциклах, которых производится и продаётся всё больше. С прекращением производства двигателей и запчастей для советских мопедов самодельщики стали устанавливать в их ходовую часть «кабовский» мотор, получая двукратную прибавку в мощности, намного меньший расход бензина (меньше 2л/100км) без подмешивания масла, лучшую приёмистость, гибкость моментной характеристики и больший диапазон рабочих скоростей, более мощное и совершенное 12-вольтовое электрооборудование с аккумулятором (необязательным) и стартёром, сравнительную чистоту и «солидность» выхлопа.

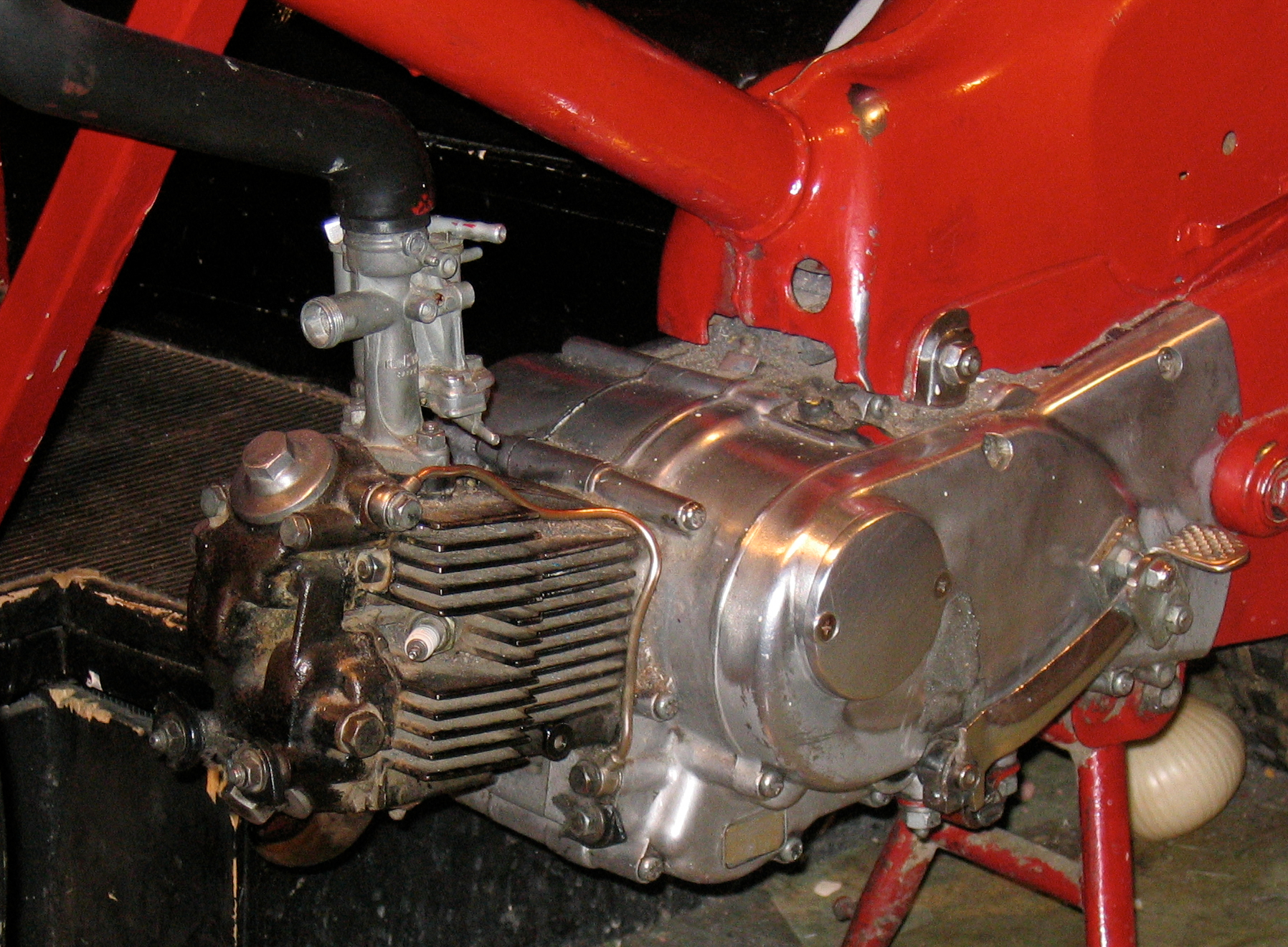
Ранний мотор Super Cub — с нижним распредвалом, вертикальным карбюратором и внешним маслопроводом.

Заменой недорогого комплекта из цилиндра (не головки) и поршня в сборе с кольцами и пальцем рабочий объём двигателя может быть увеличен до 72cc без внешних отличий от 50-кубового агрегата (Головку нужно сменить, ибо будет упираться в клапаны. Вариант, где головка не меняется, только поршень от QMB и 2 прокладки). Замена коленвала на более длинноходный (с бо́льшим радиусом кривошипа) вместе с соответствующими цилиндром, поршнем и, желательно, головкой даёт объём от 110cc при минимальных внешних отличиях от оригинала. Благодаря запасу прочности картера и трансмиссии 110-кубовые моторы служат не меньше 50-кубовых и весьма распространены. Версии большего объёма имеют уже изменённый картер с увеличенным пространством под коленвал и посадочным местом под более крупный цилиндр, но конструктивно мотор остаётся тем же «кабом». Маркировка таких двигателей изменяется соответственно диаметру цилиндра и конструктивным особенностям — например, «157FMH».
Известные проблемы двигателя вызываются в основном неграмотной эксплуатацией — экстремальной ездой по бездорожью, перегревом многокубовых версий, — и плавающим качеством изготовления китайских комплектующих. Низко расположенную выхлопную трубу легко помять о случайное препятствие. К картеру крепится подножка водителя, а сам двигатель к раме — всего в двух недалеко отстоящих точках; но на практике претензий к такому креплению не возникает. Изредка встречаются катастрофические отказы маслонасоса — головка и цилиндр частично охлаждаются маслом, и прекращение циркуляции может вызвать развитие необратимого заклинивания поршня. Двигатель требует сравнительно частой замены масла из-за работы сцепления в общей масляной ванне, а также напряжённого теплового режима 110cc версий. В продаже есть недорогие комплекты масляного радиатора, решающие проблему перегрева исправного кубатурного мотора. Главная трудность при текущем обслуживании — неудобный доступ к регулировкам клапанов через резьбовые пробки в головке.